# Miami (Paolo Meneguzzi)
Miami è il settimo album del cantante svizzero Paolo Meneguzzi pubblicato il 1º giugno 2010, il primo autoprodotto dall'artista stesso (con la PM Production) e distribuito dalla casa discografica Sony Music.
Il primo singolo estratto il 30 aprile per anticipare l'album è Imprevedibile, brano che va in alta rotazione radiofonica e conquista posizioni di vertice in numerose classifiche radiofoniche nazionali.
Questo lavoro è stato elaborato quasi interamente dal solo Paolo Meneguzzi, sia nei testi che nelle musiche. L'album include anche una traccia bonus solo per chi lo acquista su iTunes.

## Tracce
1. Mi ami - 3:40
2. Imprevedibile - 3:34
3. Noi - 4:21
4. Federica - 3:23
5. Il tuo addio - 3:59
6. Arlecchino - 3:34
7. La voglia - 3:32
8. Dolce amor - 3:07
9. La mia missione - 3:57
10. Se per te - 3:36
11. E ancora ancora tu - 3:24
12. Vieni con me - 3:40
13. L'ombrello rosso a pois - 3:46
14. Vincerò - 2:56
15. 2 anime - 3:41 (iTunes bonus track)[1]

## Classifiche
| Classifica (2010) | Posizione raggiunta |
| ----------------- | ------------------- |
| Italia            | 13                  |
| Svizzera          | 38                  |